# يان هنت
يان هنت (بالإنجليزية: Jan Hunt)‏ هي ممثلة بريطانية، ولدت في 13 مارس 1946.

## وصلات خارجية
- يان هنت على موقع IMDb (الإنجليزية)